# Dead Solid Perfect (Tangerine Dream)
Dead Solid Perfect is een studioalbum van Tangerine Dream. Het album bevat muziek uit de gelijknamige film. De film handelt over een golfer, vandaar een aantal tracks die daarnaar verwijzen.

## Musici
- Edgar Froese, Paul Haslinger, Ralf Wadephul – synthesizers, elektronica

## Muziek
| Nr. | Titel                                  | Duur |
| --- | -------------------------------------- | ---- |
| 1.  | Theme from Dead Solid Perfect          | 3:20 |
| 2.  | In the pond                            | 1:14 |
| 3.  | Beverly leaves                         | 0:59 |
| 4.  | Of cads and caddies                    | 2:12 |
| 5.  | Tournement montage                     | 2:37 |
| 6.  | A whore in one                         | 2:13 |
| 7.  | Sand trap                              | 1:21 |
| 8.  | In the rough                           | 0:42 |
| 9.  | Nine iron                              | 1:38 |
| 10. | U.S. Open                              | 1:38 |
| 11. | “My name is bad hair”                  | 2:31 |
| 12. | In the hospital room                   | 0:36 |
| 13. | Welcome to bushwood/Golfus interruptus | 1:32 |
| 14. | Déjà vu (I’ve heard this before!)      | 1:31 |
| 15. | Birdie                                 | 1:20 |
| 16. | Divot                                  | 1:17 |
| 17. | Kenny and Donny montage                | 1:40 |
| 18. | Off to see Beverly                     | 0:32 |
| 19. | Phone to Beverly                       | 1:17 |
| 20. | “Nice shots”                           | 2:32 |
| 21. | Sinking putts                          | 2:04 |
| 22. | Kenny’s winning shot                   | 1:06 |